# Dušica Kunaver
Dušica Kunaver, samostojna kulturna publicistka, profesorica angleščine in ruščine v pokoju, * 1937, Ljubljana.
Znana je kot zbirateljica ljudskega izročila in etnološkega gradiva, avtorica in izdajateljica] poljudnoznanstvenih in leposlovnih knjig ter pedagoških priročnikov.

## Življenje
Rodila se je leta 1937 v Ljubljani, sicer njen rod prihaja iz Krasa. Njen oče je bil Kraševec, a se je pred fašizmom umaknil v Ljubljano, mati pa je bila Ložanka. Bila je zelo domoljubno vzgojena, saj je bil njen oče Maistrov borec, član OF, udeležen pa je bil tudi v 1. svetovni vojni in 2. svetovni vojni.
Osnovno šolo in gimnazijo je obiskovala v Ljubljani, prav tako študij angleščine in ruščine. Ves čas je bila izredna študentka, saj doma niso imeli denarja, da bi ji lahko omogočili nemoten študij.
V času študija je bila zaposlena v izvozni firmi. Po diplomi se je zaposlila kot učiteljica angleščine na osnovni šoli; tako je delala od leta 1967 pa do leta 1987. Poleg poučevanja na osnovni šoli je bila nekaj časa honorarno zaposlena v srednji šoli (približno 7 let). Njena poklicna pot je torej izpopolnjena s poučevanjem angleščine in oblikovanjem izvirnih učnih gradiv. Iz svojih izkušenj je napisala tudi več priročnikov, namenjenih pedagogom.
Njen mož je bil eden najbolj znanih slovenskih alpinistov in himalajskih pionirjev, Aleš Kunaver. V zakonu so se jima rodili trije otroci: Vlasta (zdravnica), Brigita (slavistka in umetnostna zgodovinarka) in Primož (strojnik). Aleš je 2. novembra 1984 tragično umrl med fotografiranjem Julijcev iz helikopterja, doma pa je ostalo veliko njegovih zapiskov, fotografij in filmov. Iz te bogate dediščine je Dušica Kunaver v samozaložbi izdala več knjig s področja alpinizma.
Danes je Dušica Kunaver v pokoju, a je kljub temu zelo aktivna: izvaja predavanja na različnih šolah, kjer razlaga o slovenskem ljudskem izročilu, o tehnikah učenja in o angleščini, predava tudi na univerzah za tretje življenjsko obdobje, na večernih šolah, kmečkim aktivom žena, ...
Pripravlja tudi predavanja za turistične delavce, saj je, kot sama pravi, velika škoda, da se naša dežela, ki je tako bogata na naravnih in kulturnih vrednotah,  bolj ne uveljavi v turizmu.

## Nagrade in priznanja
- priznanja zavoda za šolstvo in andragoškega centra (2002)
- nagrada Republike Slovenije na področju šolstva za življenjsko delo (1995)

- 2023: Valvasorjevo častno priznanje za dolgoletno aktivno sodelovanje z muzeji z namenom ohranjanja in popularizacije alpinistične premične dediščine ter bogate nesnovne dediščine, povezane s slovenskimi ljudskimi šegami, navadami in pripovednim izročilom.[2][3]

## Književni opus Dušice Kunaver
Njen književni opus danes obsega že več kot 70 del, katera so razdeljena na štiri glavna področja:
- slovensko ljudsko izročilo
- alpinizem
- pedagogika
- angleščina

Poleg naštetega pa je objavila tudi nekaj 100 člankov v različnih časopisih in revijah.

### Slovensko ljudsko izročilo in etnologija
Za zbiranje ljudskega gradiva jo je navdušil njen oče.
Zaradi tega spoznanja je začela sistematično zbirati gradivo iz slovenskega ljudskega slovstva, vendar brez misli, da ga bi kdaj objavila. Ker pa se je v tem času nabralo toliko gradiva in na stotine izpisov iz knjig se je odločila svoje delo z lističev razvrstiti v različne knjige in ga tako tudi objaviti. Gradiva je bilo toliko, da ni vedela, kje začeti in kako ga razdeliti po tematikah. Na koncu se je odločila za razpored gradiva glede na osnovne elemente ljudskega izročila: voda, kruh, les in kamen.
Poleg pripovedk zelo intenzivno zbira tudi šege letnega kroga (od januarja do decembra) in življenjskega kroga (od rojstva do smrti). 
V področju slovenskega ljudskega izročila najdemo ljudske pesmi, pripovedke, reke in legende. Od leta 1996 je v samozaložbi izdala že več kot 16 del na to tematiko.
Dušici Kunaver nekateri pravijo tudi romantična etnologinja. Izdala je knjižice, ki postopno odkrivajo slovenske korenine:
- Slovenska pesem v besedi in glasbi (1984),
- Slovenske pesmi, šege in panjske končnice (1990),
- Slovenska dežela v pripovedi in sliki (1991),
- Pisanica rdeča - ljubezen goreča (1991)
- Dober dan, kruh (1991)
- Legenda o Krasu (1993)
- Slovensko narodno izročilo (1993)

Zbirka knjig Pod lipo domačo:
- Čar vode (1995),
- Živali zlatorogovega kraljestva (1996),
- Nepisani zakoni pod lipo domačo (1996),
- Čar lesa (1996),
- Živali pod streho domačo (1996),
- Čarodejna moč rastlin (1996),
- Ljudske modrosti v pregovorih (1996),
- Slovenska preteklost v ljudskem izročilu (1997),
- Erazem in Predjama v pripovedi in resnici (1997),
- Slovenske ljudske noše od pomladi do pomladi (1997),
- Vilenica (1998),
- Matematik Jurij Vega - od pastirja do barona (1999),
- Slovenske bajke in pripovedke (1999),
- Čar kruha (1999),
- Med in medeni kruhki (1999),
- Slovenske rečenice (1999),
- Prevoz v slovenskem ljudskem izročilu (1999),
- Grbi slovenskih krajev (1999),
- Čar kamna (2000),
- Šege in pesmi pod lipo domačo (2003),
- Zlatorog (2003),
- Najlepši slovenski miti in legende (2004),
- Ljubljana v ljudski kroniki (2004),
- Slovenske šege o božiču in novem letu (2005),
- 15 slovenskih otroških ljudskih pesmi (2005),
- Ali je kaj trden most : najlepše igre iz otroške zakladnice (2006)
- Pod Šmarno goro - nekoč (2006),
- Sol v slovenskem ljudskem izročilu (2006),
- Slovenske šege o božiču in novem letu (2007),
- 7 slovenskih ljudskih junakov (2007),
- Bled v ljudski pripovedi (2008),
- Slovenske velikonočne šege (2008),
- Ljudska pripoved pod lipo domačo (2008).

V knjigi Šege in pesmi pod lipo domačo je združila slovenske ljudske šege in pesmi s pripadajočim notnim zapisom], celotna knjižica pa ni objavljena samo v slovenščini, temveč je prevedena tudi v angleščino. V tej knjigi so šege in z njimi povezane pesmi razporejene v letnem krogu; združen je praznik Božiča z božičnimi pesmimi, kresovanje s pripadajočimi pesmimi ipd.
Slovensko ljudsko izročilo pozna tri najpomembnejše duhove, katerim je Dušica Kunaver dala prednost pri oblikovanju gradiv; to so lesni, vodni in žitni duh. Vsakemu je Dušica posvetila svojo knjigo (Čar vode, Čar lesa, Čar kruha). Ti trije duhovi spremljajo človeka od rojstva do smrti:
rodiš se v leseni zibelki - položijo te v leseno krsto
krstijo te z vodo - po smrti te poškropijo z vodo
kruh pa je najpomembnejša 'osebnost' vseh praznikov

#### Slovenske bajke in pripovedke
Zbirka Slovenske bajke in pripovedke združuje del slovenskega ljudskega izročila v obliki nekakšne ljudske kronike. Te bajke in pripovedke so dolga leta prehajale iz roda v rod in ohranjale v sebi ljudsko dušo ter ostale dragocen dokument za razlaganje pravil življenja v davnih dneh. Preberemo lahko o tem, kako so velikani gradili slovenske gore, kako so gorske vile oblikovale slovenska jezera, kako so v tolmunih slovenskih rek skrivajo povodni možje ...
Besedila, zbrana v tej knjigi, je zbrala Dušica Kunaver, za ilustracije pa je poskrbel Matjaž Schmidt. Knjiga je izšla leta 1999 v samozaložbi.
Pripovedi so razdeljene v več sklopov, glede na tematiko v posameznem besedilu.
Ti sklopi so:
- Velikani (Ajdi, Zlata ribica in velikan - kako je nastalo mesto Ribnica, [Velikan Gorjan v Poljanski dolini, Trije bratje in gorjanska vila, Ajdovska deklica v Crngrobu)
- Zmaji (Celovški zmaj], Lintvern pod Zaplano pri Vrhniki, Kako je nastala gora Babji zob pri Bledu)
- Povodni možje (Kako je nastalo Cerkniško jezero, Ribniško jezero na Pohorju, Gestrin v Muri)
- Vile, žal žene, žalke, žarkžene (Kako je nastalo Blejsko jezero, Istrski pastirček, Vilenica (pripovedka), Žalik žene v skalovju pri Svečah, Kako je Črnomelj dobil ime, Kako je Solčava dobila ime)
- Škrati (Gorski škrat v Rožu na Koroškem, Škrat v Logarski dolini)
- Kaznovana krutost graščakov (Veronika s kamniškega Malega gradu, Kanjski grad, Grad v Hodišah, Žusemski graščak)
- Turki (Kamniško sedlo - Jermanova vrata, Boltarjev Tilen izpod Šmarne gore, Turki na Šmarni gori)
- Zakladi (Zaklad v Jetrbenku pri Medvodah, Zlati vir v Kamniških planinah, Veliki Rogatec, 'Zlati oltarji' v dražgoški cerkvi, [Zaklad na Laškem gradu)
- Kmetova iznajdljiovst (Vragov jez v Braniku, Skala sredi trga v Gorici)

#### Čar kamna
Avtorica dela Čar kamna je Dušica Kunaver s soavtorji: Silvo Fatur, Darinka Kozinc, Brigita Lipovšek, Stane Mesar, Ivan Pertot, Anton Ramovš, Andreja Senegačnik, Peter Skoberne, Srečko Šajn, Maja Štembal Capuder, Jože Vesel in Davorin Vuga. Za risbe v knjigi sta poskrbela Ivan Pertrot in Adriano Janežič, so pa tudi iz strejših publikacij. Knjiga je izšla leta 2000 v samozaložbi Dušice Kunaver in sodi v zbirko Pod lipo domačo.
V knjigi Čar kamna najdemo združeno ljudsko in strokovno znanje o slovenskem kamnu. Pripoved o kamnu je zgrajena kronološko in prinaša spomine, ki so jih posamezna obdobja zgodovine pustila in zapisovala v naš kamen. Človek ima že od prazgodovine opravka s kamnom. Živel je v jamah, iz kamna je izdeloval enostavno orodje ... V svojih bivališčih je pustil tudi pomembne ostanke; eden takšnih krajev je Potočka zijalka na pobočju Olševe. S kamnom so živeli tudi v rimskih časih, veliko ljudi se je ukvarjalo s kamnoseštvom, od koder izhajajo tudi mnogi spomeniki, žrtveniki, nagrobniki in druga kamnita zapuščina. Mnoge kamnine, še posebno apnenec, pa je na površju oblikovala že narava, kar vidimo predvsem v jamah našega kraškega sveta. In zaradi vseh takšnih naravnih znamenitosti so ljudje o tem začeli tudi plesti razne pripovedi.
Knjiga Čar kamna je razdeljena na 11 poglavij, od katerih vsako obravnava drugačno tematiko v zvezi s slovenskim kamnom, poglavja pa so tudi nastala pod peresi različnih avtorjev.
1. poglavje: Nastanek in vrste slovenskega kamna govori o geografskih dejstvih, o tem, kaj se je v preteklosti dogajalo z Zemljo in kakšne so bile posledice burnega dogajanja, ki so vidne tudi na Slovenskem.
2. poglavje: Govorica kamna; kamen je zapisal tudi prve zgodbe iz zgodovine človeštva, saj je bil človeku prebivališče, orodje ... Obstajajo številni kamni nenavadnih oblik z vklesanimi znaki, ki jih je oblikoval človek.
3. poglavje: Kamen v ljudski kroniki. To poglavje je v celoti delo Dušice Kunaver. Govori o nastanku gora in zgodovini kamna skozi oči ljudskih množic, ki so si vse to razlagale po svoje. Ljudske pripovedi razkrivajo, da so tako visoke gore zgradili velikani, ki naj bi v naših krajih živeli pred prihodom našega ljudstva.
4. poglavje: Kamnite znamenitosti
- naravni mostovi v Rakovem Škocjanu (po ljudskem verovanju jih je zgradil hudič)
- korita, katerih večino najdemo v Soči in njenih pritokih, po ljudskem verovanju naj bi bil za nastanek korit kriv hudič. Kar 14 divjih skalnatih sotesk se sicer imenuje Pekel; eden izmed njih je Borovniški pekel, ki pa nima le peklenskega imena, ampak se ob enem od slapov dviga tudi skalni samotar z imenov Hudičev zob, kot dokaz, dad je tu nekdaj res gospodaril hudič)
- podori
- naravne kamnite trdnjave (Predjamski grad)
- gradovi, katerih ime vsebuje besedo 'kamen', 'skala', 'peč', ... - še danes jih je izredno veliko, nekoč pa jih je bilo še več. To so npr. Grad Kamen pri Begunjah, Dvorec Kamen v Novem mestu, grad in dvori Kamnica, gradič Skalnica v bližini Jelšan, ...
- v kamen zapisano življenje stare slovenske vasi (središče vasi je bila dostikrat vaška lipa, pod njo pa je stalo toliko kamnov, kolikor je bilo v vasi domačij. Pod krošnjo lipe v Vrbi še danes stoji 16 kamnov.

5. poglavje: Od krstnega kamna do kamnitega nagrobnika
Človek je v večini naših pokrajin iz kamna zgradil domačijo, kjer je morala biti klet vedno kamnita. Vodo si je našel v kamnitem vodnjaku sredi vasi, moko si je mel z mlinskim kamnom, koso si je nabrusil z brusnim kamnom. Na kamnih pod vaško lipo so gospodarji odločali o dogajanju na vasi. Na vaškem pokopališču so kamni ohranjali spomin na življenja ljudi, h krstnemu kamnu so nesli otroka. Po ljudskem izročilu naj bi kamen v zibelki varoval otroke pred moro. Ta šega izhaja iz zgornje Gorenjske (Dovje, Mojstrana). Vaški otroci so se igrali najrazličnejše igre s kamni, npr. ristanc, kamenčkanje, ali je kaj trden most ... Razdalje so ljudje merili z lučaji kamna, globino pa z merjenjem čara odmeva kamna, ki so ga vrgli v jamo.
6. poglavje: Kamniti podzemni biseri
Najrazličnejša geografska dejstva o našem slikovitem podzemnem svetu se prepletajo z zbranim ljudskim izročilom. Gre za razlike med resnično razlago o nastanku jamskega sveta in ljudskimi pripovedmi, s katerimi so si razlagali te pojave.
7. poglavje: Kamnita dediščina Krasa
8. poglavje: Kamnolomi naravnega kamna nekoč in dane
9. poglavje: Kamnine in izdelki sedanjih kamnolomov
10. poglavje: Pripovedi kamnarjev
11. poglavje: Harmonija kamna v slovenskem parlamentu

#### Čar vode
Čar vode je knjiga iz zbirke Pod lipo domačo. Izšla je leta 1996 v samozaložbi Dušice Kunaver.
Knjiga je v celoti posvečena vodi v slovenskem ljudskem izročilu, torej najdemo v njej pripovedke našega ljudstva, ki si je na svoj način razlagalo vodne pojave. Voda je sopotnica človeka na vsakem koraku in je tudi v preteklosti krojila usodo ljudstev in narodov, saj so vse stare kulture nastale ob rekah ali na obalah morij. Pripovedi, zbrane v knjigi Čar vode so povzete iz različnih virov. Nekatere so zapisane v izvirni, druge v skrajšani obliki. Razdeljene so v 15 osnovnih poglavij, ponekod so ta razdeljena tudi na podpoglavja:
1. poglavje: Voda – prebivališče skrivnostnih bitij
Po ljudskem izročilu so v slovenskih vodah živela razna skrivnostna bitja, od katerih ima v knjigi vsako svoje podpoglavje:
- velikani (Velikan na Kuclju, Gora Špik in potok Martuljek)
- vile (Skrivnostno jezero], Dobra vila v dolini Soče, Rojenice v Lipljenški jami
- škrati (Izvirki 'Kadi v soteski Rajnik)
- povodni mož (Kako je nastalo Cerkniško jezero, Bohinjsko jezero, Ribniško jezero, Gestrin v Muri, Povodni mož v Sorici, Povodni mož v Krki pri Novem mestu)
- zmaj (Zmaj v Preserskem jezeru, Zmaj v jezeru v Matkovem kotu, Jezero v Olševi, Zmaj na Konjiški gori, Zmaj v Postojnski jami)

Jezera, potoke, studence, reke in tolmune so v davnih dneh oblikovala ta skrivnostna bitja. Tako so Blejsko jezero napolnile lepe vile, Cerkniško jezero je nastalo po nasvetu povodnega moža, prav tako Ribniško jezero na Pohorju. Potok Martuljek naj bi bil ostanek hudobnega velikana Ledenca, breg reke Poljanščice pa je oblikoval velikan, ki je živel na Kuclju.
2. poglavje: Voda – kazen za človekovo objestnost
Kot kazen za človekov napuh in prevzetnost ter nemoralno ravnanje je v mnogih narodih zapisan vesoljni potop. Vendar vesoljni potop ni vedno potreben, saj zadostuje že, če dolino zalijejo valovi …
3. poglavje: Voda – prinašalka zdravja
Kar nekaj slovenskih zdravilnih vrelcev je po ljudskem verovanju dobilo svojo zdravilno moč od skrivnostnih bitij. Tako so Radensko slatino menda skuhale čarovnice, čateško zdravilno vodo pa je pokazal Čatež (kozlu podoben skrivnostni prebivalec naših gozdov).
4. poglavje: Voda – prinašalka kruha
Človek si je nekdaj zamišljal, da je bil sam del narave; nasprotno kot danes, ko smo ljudje dvignjeni nad naravo. Zato se je tudi pogovarjal z vodo, reko, vetrom, oblaki, kot s sebi enakimi bitji. Voda pa je človeku prinesla tudi žitno seme, katerega je potreboval za hrano za preživetje (Kruh v Dravi, Kruh v Celjskem jezeru).
5. poglavje: Voda – prinašalka zlata
Zlato in druge rudnine naj bi v naše kraje prinesla voda – zlato naj bi prinesel studenec Zlatenik na Bovškem, prav tako je zlato za slavne dražgoške zlate oltarje prinesla voda.
6. poglavje: Voda – rešiteljica pred zakletvami
Zlobni in kruti graščaki si po smrti niso zaslužili mirnega spanja, temveč so se še stoletja plazili po gradu kot koče in prosili kakšnega pastirčka, naj jih reši prekletstva. In marsikateremu pastirčku bi to res uspelo, če bi se tistega dne, ko se je srečal z zakleto dušo, umil z vodo ali pa vsaj z roso namočil obraz. (Grad Žamerk, Ukleti graščak pohorskega gradu, Zakleta kraljična v Reki, Zakleta deklica na Gradišču, Stara žena na ruševinah Šaleškega gradu, Grof Ulrik v vodnjaku na Celjskem gradu, Deklica na Goriškem gradu pri Velenju, Veronika s kamniškega Malega gradu)
7. poglavje: Voda – obramba proti Turkom (Jez pri Železni kaplji)
8. poglavje: Voda – obramba proti žandarjem
Vojni ubežniki v Logarski dolini so se znali spretno skrivati pred žandarji, pri tem pa jim je pomagal domiselno izdelan sistem medsebojnega obveščanja, v katerega je bil vključen tudi šum slapov. (Vojaški ubežniki v Logarski dolini)
9. poglavje: Voda – naravna meja
Če so ljudje gradili most je to vodnega duha vedno močno razvnelo, saj so s tem prekinili naravno mejo. Vodnega duha je bilo nato potrebno pomiriti z raznimi darovi. Pod zgrajenim mostom so kasneje stanovali povodni možje, na mostu pa so se zbirale čarovnice, zato imajo mnogi mostovi na enem koncu kapelico. (Vragov jez ob Vipavi, Gonja ob Dravi, Kamniti most v Škofji Loki)
10. poglavje: Reka – osebnost
Človek se je nekdaj istovetil z naravo, bil je njej enak. Ogovarjal jo je in jo smatral kot sebi enakovredno bitje. Tudi reka je bila zanj osebnost z vsemi dobrimi in slabimi lastnostmi. (Drava, Sava, Soča, Sava pri Crngrobu)
11. poglavje: Voda – prinašalka sreče, zdravja in blagostanja v šegah slovenske vasi
Voda je igrala veliko vlogo ob različnih praznikih in obredih:
- ob novem letu (novoletni darovi za vodo, da bi tudi naslednje leto ostala čista in da bi je bilo dovolj)
- ob pustu (v mnogih krajih še danes zažigajo Pusta ali kurenta, ali pa ju mečejo v vodo, kar pomeni konec zime)
- na Gregorjevo, 12. marca (to je praznik tržiških čevljarjev, ki so na ta dan vrgli luč v vodo, da jim ni bilo treba več delati ob luči, saj je bil dan že dovolj dolg)
- ob Veliki noči (na veliko soboto naj bi imela voda zdravilno in čarodejno moč)
- na binkoštno nedeljo (mnoga dekleta so se na binkoštno jutro umivala z roso, ki naj bi imela čarodejno moč – prinašala je lepoto in zdravje)
- ob kresu (tudi kresna voda naj bi prinašala zdravje, lepoto in srečo)  …

12. poglavje: Voda v pregovorih
13. poglavje: Voda v pesmih
14. poglavje: Čar vode – če je ni
To poglavje prinaša pripoved pisateljičinega očeta, Andreja Zlobca. Govori o pričetku Soške fronte, med katero so vojaki pokradli vodo, zato je bilo težko za vse ljudi, še posebej za ranjence, ki so želeli le kapljico vode, da bi si rešili življenje. Od vsepovsod se je slišalo: »Vode, wasser, viz, voda, voda, voda!« Težko je bilo tudi zato, ker je bila najbližja reka Soča že pod Italijo, manjše rečice pa so imele suhe struge. Nato pa so Avstrijci razstrelili ljudi in zgradili vodovod, po katerem je voda prvič pritekla spomladi leta 1916 in teče še danes.
15. poglavje: Čar vode – danes
Avtorica v zadnjem poglavju opominja na razliko v človekovem odnosu do vode danes in nekoč. Potrebno se je zavedati, da življenje na Zemlji vendar izhaja iz vode, zato bi jo morali bolj ceniti in spoštovati, ne pa da v usahlih strugah gledamo stare štedilnike in vrečke, v iskanju za čisto vodo pa ni dovolj iti le do naše morske obale, temveč dlje, v skrite morske kotičke in na otoke.
Človek bi se v svojem življenjskem tempu moral kdaj tudi ustaviti, pogledati v preteklost in prisluhniti pripovedim preteklih rodov.

#### Čar kruha
Čar kruha je zbirka, ki nas opominja, da je nekega dne človek ugotovil, da lov ni edini način preživetja, zato je postal poljedelec. Ob tem je človek potreboval tudi več znanja; zanimal se je za zvezde, letne čase, za čas setve in čas žetve. Velika prelomnica je bila iznajdba stroja za obdelovanje žitnih polj leta 1831, ki je povzročila lažje obdelovanje večjih površin, katerih z ročnim delom ne bi zmogli obdelati. Knjiga je izšla leta 1999 v samozaložbi Dušice Kunaver.
Kruh je imel v vseh praznikih osrednjo obredno vlogo. Obilna pojedina s slavnostnimi kruhi ob letnih praznikih in življenjskih prelomnicah je prastara obveznost, ki naj bi zagotovila rodovitnost poljem in srečo ljudem. Ko je človek pričakoval novo leto in druge pomembne praznike, je na pragu domačije sprejemal obhodnike (kolednike, pustne šeme ...), ki so v hišo prinašali zdravje in srečo. Obvezno je bilo darilo obhodnikom, ki je obdarilo tudi darovalca samega, npr. pustni krofi so darovalcu prinašali dobro letino, velikonočni kruhi pa blagoslov v hišo.
Kruh ob obredih pa je imel še eno vlogo: vsaj takrat je izbrisal razlike med revnimi in bogatimi ter med sitimi in lačnimi.
Pomembno vlogo pa je imel tudi v življenju vsakega posameznika. Ob rojstvu so z darovanjem kruha vilam rojenicam poskušali izprositi srečno usodo otroku. Fant je s kosom kruha odhajal k vojakom, dražgoški kruhek mu je izpovedal dekletovo ljubezen in lectovo srce je dekletu prineslo odgovor fanta. Svatovska pogača je ženinu in nevesti zagotavljala srečen zakon. Gospodar pa je vse življenje vsak delovni dan in ob praznikih ob kruhu zbral svojo družino.

#### Ljudska pripoved pod lipo domačo
Knjiga Ljudska pripoved pod lipo domačo sodi v zbirko knjig Pod lipo domačo. Izšla je leta 2008 v samozaložbi Dušice Kunaver.
V knjigi so zbrane ljudske pripovedi, ki govorijo o preteklosti Slovencev, o slovenskem narodu skozi zgodovino. V teh pripovedih seveda ne moremo najti zgodovinske resnice, najdemo pa dogodke, ki so se resnično zgodili, ljudstvo pa jih je po svoje obarvalo in dodalo svoja stališča.
Knjiga ima 8 poglavij, ki se razlikujejo po časovnem okviru. Vsako poglavje ima svoje mesto v zgodovini:
1. poglavje: Starodavne trgovske poti
Poglavje obravnava zgodovinsko obdobje prazgodovine - naselitev Ljubljane v kameni dobi (mostiščarji), bronasti dobi in železni dobi (Iliri in Kelti) ter kasneje ob napadih Rimljanov, ko je mesto dobilo obzidje in postalo rimsko vojaško taborišče. Po napadu vojskovodje Atile v 5. stoletju je Emona izginila iz zgodovine za naslednjih 500 let. Znova se je pojavila leta 1144 kot nova naselbina z imenom Luwigana, iz česar je nastalo ime Ljubljana. (Ljubljanski zmaj)
2. poglavje: Preseljevanje narodov (Ajdovo zrno)
3. poglavje: Velikani so zgradili naše gore (Špik v Martuljkovi skupini, Skala Igla pri Solčavi, Velikan Hrust in Šmarna gora, Babji zob na Jelovici)
4. poglavje: Spomini na pogansko dobo (Čatež - iskalec vode, Žalik žene v Lučah, Vile v jami Vilenica, Vile so oblikovale Blejsko jezero, Povodni mož v Bohinjskem jezeru, Povodni mož v Cerkniškem jezeru, Ajdovska deklica v Prisanku, Zlatorog)
Kljub temu, da je v boju zmagalo krščanstvo, pa je v srcih ljudi ostalo zasidrano poganstvo. Zato so gozdovi, reke, jezera in gore še vedno v ljudski pripovedi naseljeni z vilami, škrati, povodnimi možmi in drugimi čarobnimi bitji poganstva.
5. poglavje: Krščanski vplivi (Kako je nastal Kras, Gospod ustvari oves, Radenci)
V 8. in 9. stoletju je na naših tleh dokončno prevladalo krščanstvo. Po tem obdobju so v ljudske pripovedi namesto čarobnih bitij poganstva začeli vstopati Bog Stvarnik, Mati božja in svetniki.
6. poglavje: Tuji fevdalci (Erazem Lueger Predjamski, Grad Turjak)
V 8. stoletju je na slovenskih tleh zagospodarilo tuje plemstvo in pri tem je ostalo naslednjih dvanajst stoletij. Večina ljudskih pripovedi tega časa govori o tragiki življenja slovenskih tlačanov, vendar je bilo med mnogimi osovraženimi fevdalci tudi nekaj izjem.
7. poglavje: Turški vpadi (Turki na Šmarni gori, Šmarnogorski zvon zvoni ob pol dvanajstih, Jermanova vrata - Kamniško sedlo)
Kruti časi za slovenske kmete so prišli med 15. in 17. stoletjem, ko so Turki pustošili polja, praznili hiše in odpeljali otroke kmetov v suženjstvo.
8. poglavje: Ljudski junaki (Peter Klepec, Miklova Zala, Lepa Vida, Martin Krpan)
V težkih časih turških vpadov je ljudstvo iskalo in našlo upanje ter varnost pri ljudskih junakih:
- dobrosrčen, močan, pogumen in drzen Peter Klepec
- lepa in pogumna Miklova Zala, Korošica, ki je tvegala beg iz turškega suženjstva. Iz Turčije se je skupaj s stricem podala na dolgo in nevarno pot čez ves Balkan, ki je spadal pod Turčijo, vse do rodne Koroške. Srečno se je vrnila v Ziljsko dolino in zaradi svoje zvestobe do moža in ljubezni ustvarila najlepši lik slovenske žene.
- Lepa Vida, katera ne predstavlja le ene slovenske ženske, temveč mnogo mladih deklet in mater, katere je revščina prisilila, da so odšle za zaslužkom v Egipt, doma pa so pustile otroke in može
- mogočni in pravični Kralj Matjaž, ki je bil Slovenec, ustoličen na Gosposvetskem polju, živel je na Krnskem gradu in bil vedno pripravljen pomagati siromakom. Matjaž je bil vodja kmečkega punta leta 1478. A v času bojev s fevdalci so na Koroško prodrli Turki. Matjaževi borci so se umaknili do Kokovega ob Ziljici, fevdalci pa so se povezali s Turki in tako ustvarili močno vojsko. Ta združena vojska je nato porazila Matjaževe puntarje.

Večna želja ljudstva je bila, da bi si zadnji Matjaževi borci izborili pot iz obkoljene soteske, bežali po dolini Drave, Peca pa bi jim odprla svoje skale in jih sprejela v svoje varstvo. In še danes bi bili tam na varnem.
Kralj Matjaž pa še danes spi pod goro Peco, a ko se mu bo brada sedemkrat ovila okrog kamnite mize, se bo prebudil in v našo deželo se bo spet vrnila pravičnost in dobrosrčnost. Kralj Matjaž torej ni mrtev, saj pravičnost in upanje nikoli ne umreta.

#### Blejska Dobrava, Lipce, Kočna nekoč in danes
Knjiga z naslovom Blejska Dobrava, Lipce, Kočna nekoč in danes govori o kraju v bližini Jesenic, Blejski Dobravi, in dveh okoliških vasicah, Lipcah in Kočni. Kraj je star približno 800 let in je danes izhodišče za Blejski Vintgar.
Nastala je v vrtcu na Blejski Dobravi, kjer so se otroci lotili zbiranja starih pripovedi, pregovorov, pesmi in šeg svojega kraja. Ob pomoči staršev, vzgojiteljic Mire Muhar in Janje Debeljak, pisateljice Dušice Kunaver in organizatorja publikacije Francija Šifrerja, je otrokom ta naloga uspela. Izšla je leta 1998. V slovenskem prostoru je takšna kronika, ki bi jo pripravil vrtec, nekaj edinstvenega.
V publikaciji lahko preberemo podatke o kroniki kraja, kaj se je tu v preteklosti dogajalo, poleg tega pa tudi mnogo starih šeg in običajev, ki so jih zbrali otroci, npr.:
- kako so na praznik svetih treh kraljev po vasi hodili koledniki Gašper, Miha in Boltežar in prepevali koledniške pesmi, pri vsaki hiši pa so dobili nekaj denarja
- kako je bila za pusta tipična maškara v tem kraju t. i. ta svamnata (ta slamnata), ki je prišla v hišo in se tam otresla slame, tako da je imela gospodinja po odhodu maškare dovolj dela s pospravljanjem
- kako so se otroci ob velikonočnih praznikih igrali igre s pirhi]
- kako so prebivalci tega kraja že od nekdaj, pa še tudi danes, pasli krave na planinah Klek, na Poljanah in na Repečnikovem rutu
- kako so na binkoštno nedeljo žegnali polja
- kako je bilo včasih na 26. decembra na Blejski Dobravi žegnanje konj, ki so prihajali od blizu in daleč. Žegnanje je bilo pred vaško cerkvijo, ki je posvečena sv. Štefanu. Ta šega je dandanes zopet obujena.
- kako so imeli otroci 28. decembra vedno navsezgodaj pokonci, saj je bil to dan, imenovan tepežkanje, ko so imeli pravico našeškati s palico svoje starše

Zbrali pa so tudi razne reke o tem, kako so ljudje s teh krajev včasih napovedovali vreme ter različne recepte iz ljudske medicine, značilne jedi, značilne narečne besede ...

### Alpinizem
Eno od poglavij prizadevanj Dušice Kunaver je tudi objavljanje alpinistične dediščine njenega pokojnega moža Aleša Kunaverja, ki je vodil vzpon slovenskega alpinizma v svetovni vrh. Književni opus Dušice Kunaver na področju alpinizma obsega naslednja dela:
- Aleš Kunaver (1988),
- Od Triglava do treh vrhov sveta (1994),
- S Triglava na vrhove sveta (2000), v sodelovanju z Gornjesavskim muzejem Jesenice
- Nepal v mitih, legendah in praznovanjih (2004),
- Čopov steber - dvakrat prvič (2005),
- Trisul - varuh boginje (2006),
- Makalu - prvič prvi v Himalaji (2006),
- Lhotse - južna stena(2006),
- Dežela šerp 1962 (2007).

### Angleščina
Dušica Kunaver je poenostavila temelje angleške slovnice in poskusila pouk angleščine obogatiti s kulturnim ozadjem obeh jezikov. Tako je poskrbela za prevod slovenskih šeg in pripovedi v angleščino.
Njena dela na področju angleščine so:
- Poskusno gradivo za pouk angleščine za 7. razred (1983),
- Poskusno gradivo za pouk angleščine za 8. razred (1983),
- Erasmus Lueger Predjamski (1988),
- Peter Klepec (1988),
- Vilenica (1988),
- Sedem stebrov angleščine na mislenih vzorcih (1990),
- Korak v anglo-ameriški svet (1990),
- Angleščina za vsakdanjo rabo (1991),
- Angleščina po mavrični bližnjici - preglednica (1993),
- Sestavljam angleško in slovensko poslovno pismo (1993),
- Grammar in songs (1994),
- Slovnica na miselnih vzorcih (1995),
- Angleške besede - naredim jih sam (1995),
- Angleške legende (1995),
- Ameriške ljudske pesmi (1995),
- Angleška slovnica na šolskem odru (1995),
- Slovene folk tales (1998),
- Mavrične stopnice do angleščine (1998),
- Angleško poslovno pismo - vzorčni stavki (1999),
- Temelji angleščine ob miselnih vzorcih, pripovedih in pesmih (2000),
- Mavrične stopnice do angleščine - video (2001),
- Mavrična formula (2001),
- Mavrična sestavljanka (2001),
- Mavrične pesmi v angleščini - CD (2002),
- Mavrične vaje iz angleščine (2003),
- Mavrična angleščina na grafoskopu (2003),
- Mavrična piramida (2003),
- Mavrična angleščina v pregovorih (2005),
- A glimpse into the history of Ljubljana (2005),
- Slovenian customs and songs (2006),
- Slovenian folk tales (2007),
- Angleške besede - naredim jih sam (2007),
- Učni komplet mavrična angleščina (7 gradiv) (2008).
- Basic European grammar in seven rainbow colours: synoptic table for English language (2017)

### Pedagogika
Med njenimi deli najdemo prav tako nekaj knjig, ki govorijo o tehniki učenja:
- Otrok - dom - šola (1991),
- Mlademu učitelju na pot (1992),
- Učim se učiti (1993),
- Most do antike (1994),
- Vrabčja šola lepega vedenja (1994),
- Z lepim vedenjem v lepše čase (1996),
- Učim se poučevati (2008).